# Huinan
Huinan léase Juéi-Nan (en chino:辉南县, pinyin:Huīnán xiàn, lit:brillo del sur) es un condado bajo la administración directa de la ciudad-prefectura de Tonghua. Se ubica en la provincia de Jilin , noreste de la República Popular China . Su área es de 372 km² y su población total para 2010 fue de +100 mil habitantes.

## Administración
El condado de Huinan se divide en 18 pueblos que se administran en 14 poblados y 4 villas.